# 아바타 (사운드트랙)
아바타: 뮤직 프롬 더 모션 픽쳐는 미국의 음악가 제임스 호너의 음반이자, 영화 《아바타》의 사운드트랙이다.